# Vivid (album de Crystal Kay)
Pour les articles homonymes, voir Vivid.
Albums de Crystal Kay
Spin the Music
(2010)
Singles
Vivid est le 10e album de la chanteuse Crystal Kay, et son 1er sorti sous le label Universal Music Japan le 27 juin 2012 au Japon. Il a été produit par BACHLOGIC, UTA, T.KURA et MICHICO. Cet album contient ces trois derniers singles Superman, Delicious na Kinyoubi / Haru Arashi et Forever. Il arrive 35e à l'Oricon. Il se vend à 3 263 exemplaires la première semaine et reste classé 2 semaines pour un total de 4 384 exemplaires vendus en tout.

## Liste des titres
| 1.  | Forever                                          |  |
| 2.  | Be Mine                                          |  |
| 3.  | Take It Outside                                  |  |
| 4.  | Yo Yo                                            |  |
| 5.  | Come Back to Me                                  |  |
| 6.  | What We Do                                       |  |
| 7.  | Superman                                         |  |
| 8.  | Memory Box                                       |  |
| 9.  | Haru Arashi (ハルアラシ)                         |  |
| 10. | Fly High                                         |  |
| 11. | Delicious na Kinyoubi (デリシャスな金曜日)       |  |
| 12. | Rising Sun                                       |  |
| 13. | Haru Arashi (Kazuhiko Maeda Remix)               |  |
| 14. | Forever (Kazuhiko Maeda Remix)                   |  |
| 15. | Forever (Max K Mix) (iTunes vers. seulement)     |  |
| 16. | Yo Yo (English Version) (iTunes vers. seulement) |  |

| 1. | Forever (Music Video)               |  |
| 2. | Delicious na Kinyoubi (Music Video) |  |
| 3. | Superman (Music Video)              |  |
| 4. | Forever (Making of)                 |  |